# Portbury
Portbury – wieś w Anglii, w hrabstwie ceremonialnym Somerset, w dystrykcie (unitary authority) North Somerset. Leży 10 km na zachód od miasta Bristol i 180 km na zachód od Londynu. W 2001 miejscowość liczyła 830 mieszkańców.